# Лясково (Західнопоморське воєводство)
Лясково (пол. Laskowo, нім. Groß Latzkow) — село в Польщі, у гміні Пшелевиці Пижицького повіту Західнопоморського воєводства.
Населення — 165 осіб (2011).
У 1975-1998 роках село належало до Щецинського воєводства.

## Демографія
Демографічна структура станом на 31 березня 2011 року:
|          | Загалом | Допрацездатний вік | Працездатний вік | Постпрацездатний вік |
| -------- | ------- | ------------------ | ---------------- | -------------------- |
| Чоловіки | 83      | 19                 | 60               | 4                    |
| Жінки    | 82      | 19                 | 44               | 19                   |
| Разом    | 165     | 38                 | 104              | 23                   |